# Монтецемоло
Монтецемоло (італ. Montezemolo, п'єм. Monzemo) — муніципалітет в Італії, у регіоні П'ємонт,  провінція Кунео.
Монтецемоло розташоване на відстані близько 450 км на північний захід від Рима, 85 км на південний схід від Турина, 50 км на схід від Кунео.
Населення — 294 особи (2014).
Щорічний фестиваль відбувається 21 березня. Покровитель — San Benedetto.

## Демографія
Населення за роками:

Станом на 1 січня 2023 року в муніципалітеті офіційно проживали 22 іноземці з 9 країн, серед них 5 громадян країн Євросоюзу.

## Сусідні муніципалітети
- Камерана
- Кастельнуово-ді-Чева
- Ченджо
- Прієро
- Роккавіньяле
- Сале-делле-Ланге
- Салічето